# Antoni Szymanowski (dyplomata)
Antoni Szymanowski (ur. 24 sierpnia 1914 w Warszawie, zm. 24 października 1985 tamże) – polski historyk, działacz podziemny i redaktor prasy konspiracyjnej w okresie II wojny światowej, ambasador PRL w Sztokholmie (1957–1964).

## Życiorys
Był synem Aleksandra Szymanowskiego i Józefy, z domu Natanson, po matce wnukiem Kazimierza Natansona, prawnika, bankiera, działacza społecznego. Rodzina ze strony ojca była neoficka, przodkowie byli żydowskimi frankistami (należeli do sekty Jakuba Franka). Jego siostrą była pisarka Zofia Chądzyńska (1912–2003).
W 1932 roku ukończył I Państwowe Gimnazjum im. Stefana Batorego w Warszawie, po czym w latach 1932–1937 studiował historię na Uniwersytecie Warszawskim. Obronił pracę magisterską pod tytułem „Związek Alkuina z Brytanią”. Od 1928 związany z harcerstwem. W czasie studiów pracował w Bibliotece Ordynacji Zamoyskich w Warszawie. W latach 1937–1938 służył w Wojsku Polskim we Włodzimierzu Wołyńskim i Rembertowie. Od 1938 do 1939 był stypendystą w Cambridge.
W 1939 walczył w obronie Warszawy. W latach 1939–1941 związany z organizacją podziemną „Wolność i Lud”, od września 1940 był zatrudniony w Biurze Informacji i Propagandy Komendy Głównej Związki Walki Zbrojnej – Armii Krajowej, gdzie pracował w Podwydziale „W” (zwanym też „A”), zajmując się polityką Niemiec na okupowanych obszarach. Od 1944 był kierownikiem Podwydziału. Pisał raporty, analizy i sprawozdania dotyczące polityki Niemiec na ziemiach podbitych, m.in. w stosunku do ludności żydowskiej (w listopadzie 1942 napisał raport „Likwidacja ghetta warszawskiego. Reportaż” poświęcony w całości eksterminacji warszawskiej społeczności żydowskiej w lipcu 1942). Od 1941 za namową Jerzego Makowieckiego działał w Stronnictwie Demokratycznym, będąc członkiem jego Zarządu Głównego (od 1943). Po rozłamie w łonie SD objął redakcje pisma „Nowe Drogi” (jako następca Henryka Lukreca). Podczas Powstania Warszawskiego był redaktorem „Biuletynu Informacyjnego AK”. W lipcu 1944 awansowany na porucznika, później został odznaczony Srebrnym Krzyżem Zasługi z Mieczami (za udział w powstaniu). W latach 1944–1945 przebywał w oflagu II D Gross-Born i X-B Sandbostel.
Po powrocie do kraju w 1945 podjął pracę na Górnym Śląsku (m.in. w Polskim Związku Zachodnim). Od 1946 zatrudniony na różnych stanowiskach w MSZ, m.in. naczelnika Wydziału w Departamencie Propagandy i Informacji, dyrektora Polskiego Ośrodka Informacyjnego w Nowym Jorku (1947–1951) oraz naczelnika Wydziału ONZ w Departamencie Organizacji Międzynarodowych MSZ i p.o. jego dyrektora (1951–1956). Od 1956 do 1957 przebywał w Wietnamie jako szef Misji Polskiej w Międzynarodowej Komisji Nadzoru i Kontroli. W grudniu 1957 mianowany ambasadorem PRL w Sztokholmie (do marca 1964). Po powrocie do kraju pracował na stanowiskach dyrektorskich w Departamentach Europy Zachodniej oraz Anglii i Ameryki MSZ. W latach 1975–1979 był Chargé d’affaires i posłem w Reykjavíku. Brał wielokrotny udział w sesjach Zgromadzenia Ogólnego ONZ jako ekspert, doradca oraz delegat.
Po 1945 pozostawał bezpartyjny. Był autorem wielu tłumaczeń z i na język polski (dzieł francusko-, anglo- i szwedzkojęzycznych). Odznaczony Krzyżem Kawalerskim Orderu Odrodzenia Polski (1953). 
Żonaty z Pauliną Lucyną z domu Potok (1922–2002); ślub wzięli w dniu wybuchu Powstania Warszawskiego). Ojciec Piotra Szymanowskiego (1946–2016), teatrologa, tłumacza literatury pięknej i dyplomaty oraz Jana Szymanowskiego (1949–2013), weterynarza.
Został pochowany na Starych Powązkach w Warszawie (aleja katakumbowa, grób 173/174).

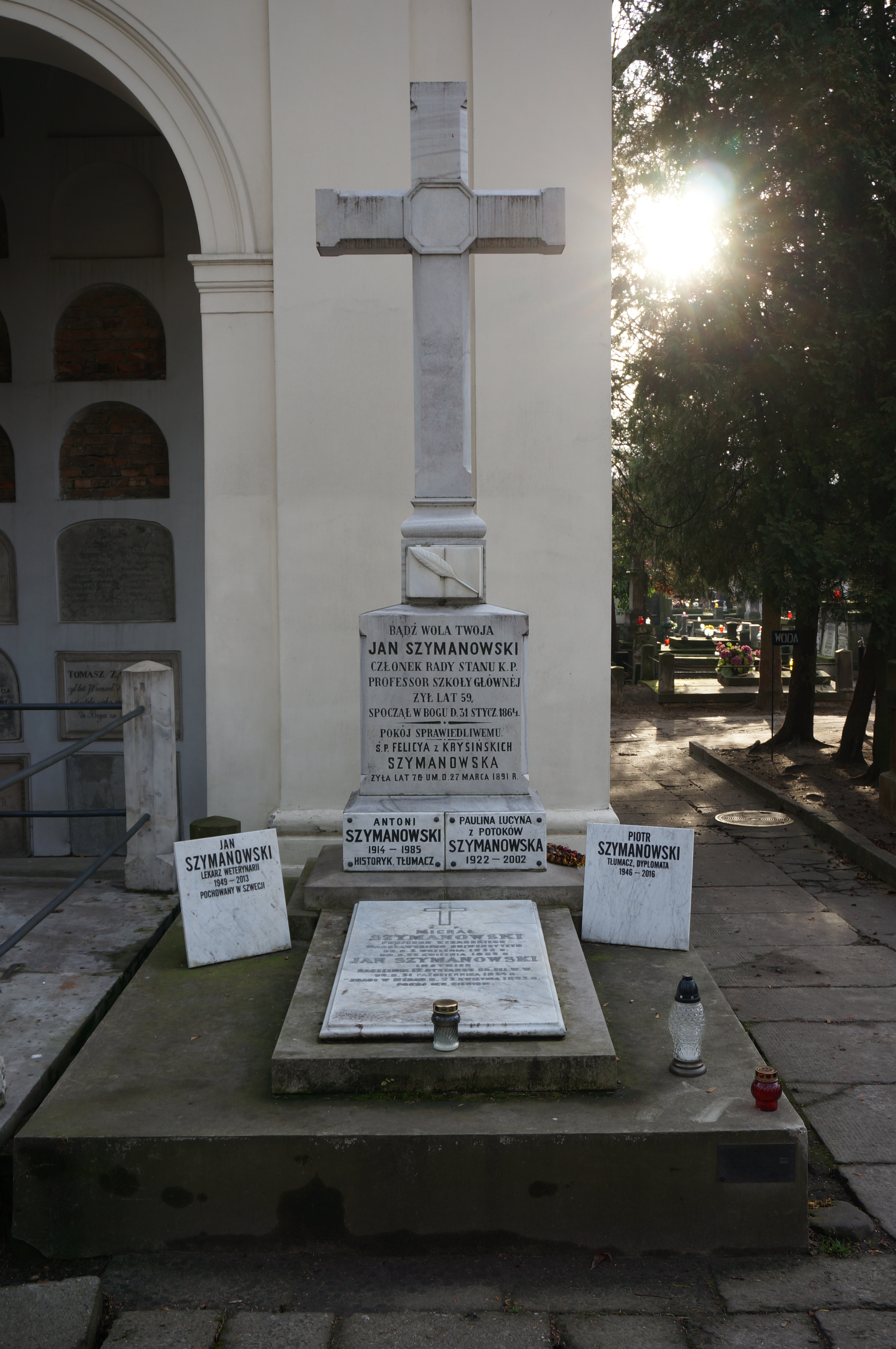
Nagrobek Antoniego Szymanowskiego i rodziny Szymanowskich-Chądzyńskich na Cmentarzu Powązkowskim; Warszawa, 16 grudnia 2019